# Pierre Grivolas
Pour les articles homonymes, voir Grivolas.
Pierre Grivolas né le 2 septembre 1823 à Avignon où il est mort le 5 février 1906 est un peintre français.

## Biographie

### Entre Avignon et Paris
Né à Avignon, dans la rue des Trois-Colombes, le 2 septembre 1823, Pierre Grivolas révéla un tel talent que ses parents l'inscrivirent aux cours de dessin de la ville. Il obtient, en 1843, le premier prix du legs Calvet, ce qui lui permit de poursuivre ses études à Paris. Élève des Beaux-Arts, il rencontre et fréquente Dominique Ingres, Eugène Delacroix et Hippolyte Flandrin. En 1848, les émeutes parisiennes le contraignent à rentrer à Avignon où il adhéra au Félibrige.

### La troisième école d'Avignon

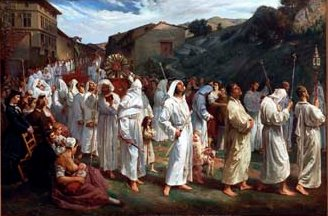
Procession des Pénitents blancs (1865), Arles, Museon Arlaten.

Vers 1866, le comte Nicolas de Séménov et sa jeune épouse Marie de Séménov née de Kologrivoff, tous deux d'origine russe, font construire aux Angles, au lieu-dit Chêne vert, une maison dont les plans furent dessinés par Pierre Grivolas avec le concours de son jeune frère Antoine (né en 1843). Cette demeure deviendra très vite le lieu de rencontre du mouvement Félibrige. Le couple russe et Pierre Grivolas deviendront des amis très proches.
Il devint directeur de l'école des beaux-arts d'Avignon de 1878 à 1906 et forma de nombreux peintes qui constituèrent avec lui la Nouvelle école d'Avignon, troisième du nom. Pour cela, il renouvela la façon de peindre de ses élèves en leur faisant délaisser l'académisme et en les menant sur le motif pour se rendre aux Angles, le long des rives du Rhône, leur permettant ainsi de porter un nouveau regard sur la nature à travers l'ombre et la lumière.

### La découverte du mont Ventoux
En 1894, il invita son frère Antoine Grivolas à quitter la Côte d'Azur pour le rejoindre et s'installer, au cœur même du mont Ventoux dans la « bergerie du Rat » puis à la « combe de Clare ». Les deux peintres y menèrent la même vie que les bergers, couchant sur la paille et se nourrissant de tranches de lard et de laitage. Ayant réalisé un ensemble d'esquisses, de croquis et de toiles, ils déménagèrent l'année suivante pour se fixer à Monieux, à l'entrée des gorges de la Nesque.

« Pendant une autre saison, ils gagnent le hameau du Ventouret et s'efforcent de reproduire ces tons gris du rocher brûlé par le soleil, sur lesquels s'élèvent, en teintes violentes, le vert des fayards, dominé par la grande nappe bleue du ciel de ces hauteurs. »

De cette fraternelle collaboration sont nées des œuvres comme Les Amandiers de Verdolier, la Cueillette de la lavande, le hameau de La Gabelle, Les Fayards du Ventouret, le Rocher du Cire, Le Vallon de Monieux. Il est considéré avec son frère cadet comme l'un des peintres majeurs du Ventoux.
Il meurt à Avignon, le 5 février 1906.
Une rue d'Avignon porte aujourd'hui son nom.

### Élèves
- Auguste Chabaud (1882-1955), de 1896 à 1899.
- Eugène Martel (1869-1947).
- René Seyssaud (1867-1952).

## Œuvre

### Collections publiques
- Allauch, musée d'Allauch : Procession de communiantes, huile sur toile.
- Arles, Museon Arlaten :
  - Procession des Pénitents blancs, 1865, huile sur toile ;
  - Portrait de Rose Bordas, 1858, 46 × 38 cm.
- Avignon :
  - musée Calvet :
    - Marché de la place Pie, 1868, huile sur toile, 100 × 150 cm[5] ;
    - Les Flagellants, 1867, huile sur toile, 175 × 208 cm[6].

  - palais du Roure :
    - Madame de Séménov, 190 × 128 cm ;
    - Père de M. Nicolas de Séménov, 71 × 58 cm ;
    - Mère de M. Nicolas de Séménov, 70 × 58 cm ;
    - Portrait de Pierre Sautel, 1898 , 56 × 42 cm ;
    - Autoportrait, 40 × 30 cm.

  - musée Louis Vouland :
    - Intérieur d'une filature, 1858, 93 × 73 cm ;
    - Portrait de Madame Irma de Fontnouvelle, 1883, huile sur toile ;
    - Portrait de Charles Thomas, huile sur toile.

### Collections particulières
- Le Village des pêcheurs dans l'île de la Barthelasse à Avignon, huile sur toile, 110 × 134 cm[7]

Œuvres de Pierre Grivolas
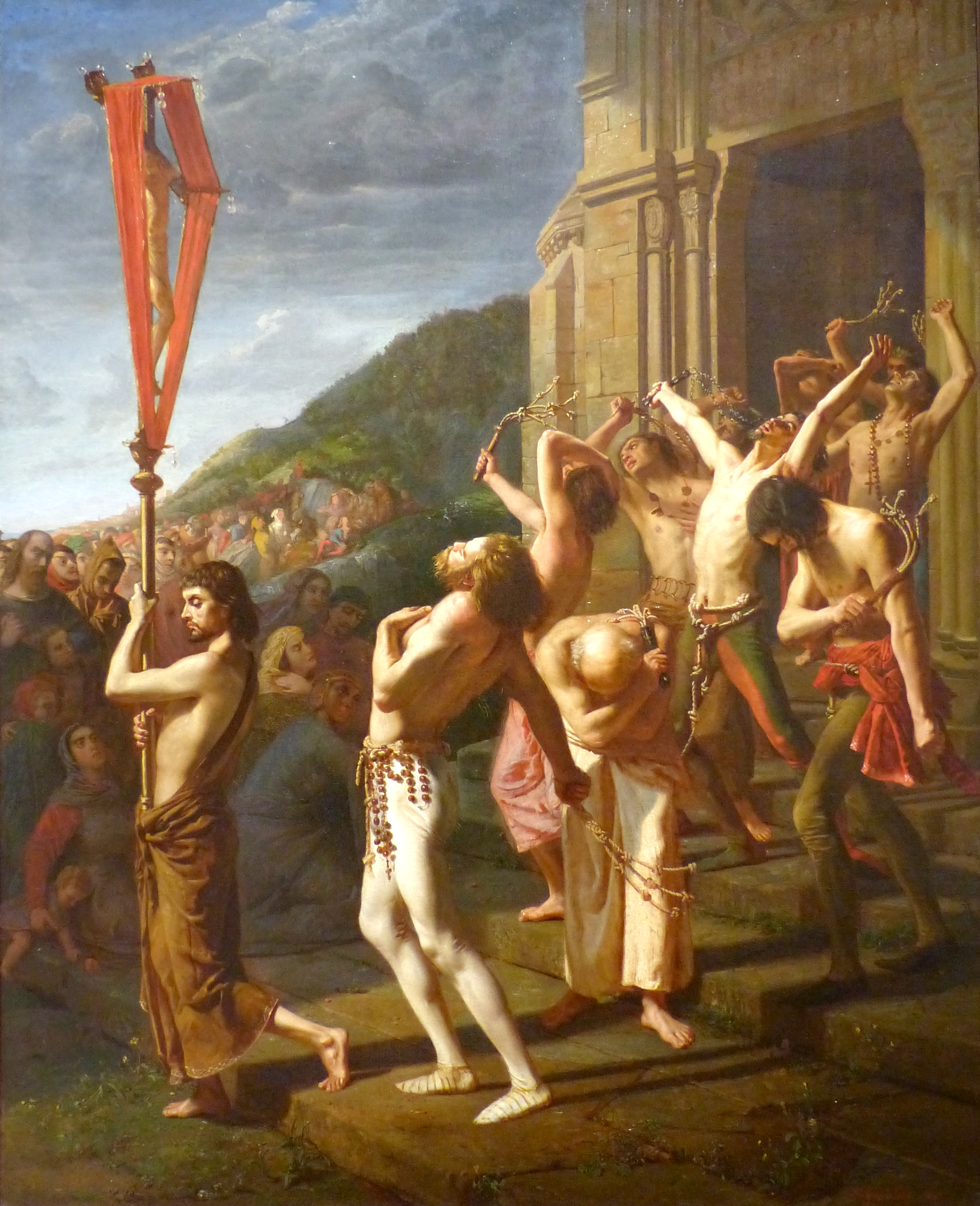
Les Flagellants (1867), Avignon, musée Calvet.
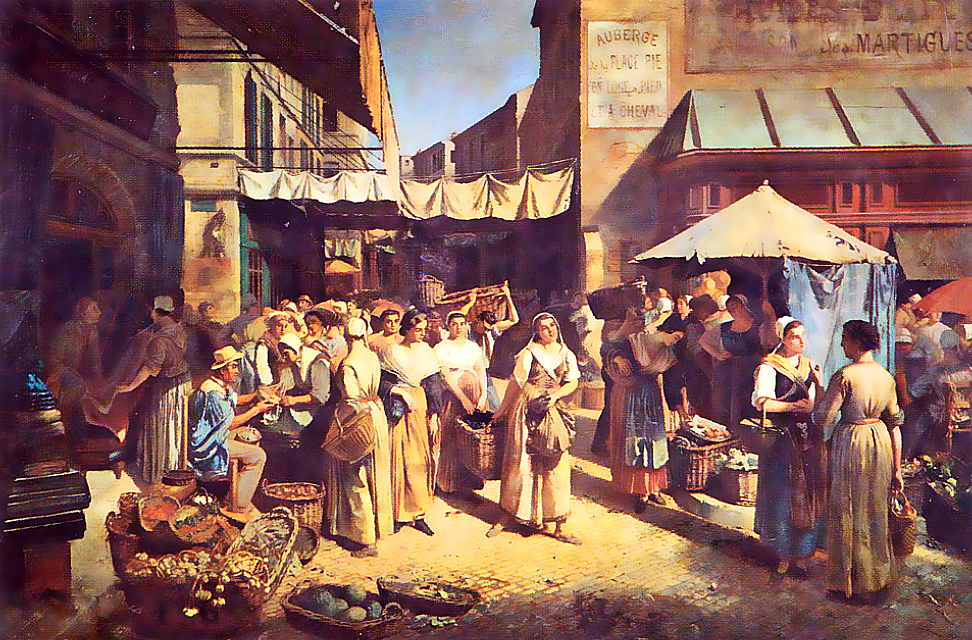
Marché de la place Pie, Avignon (1868), Avignon, musée Calvet.
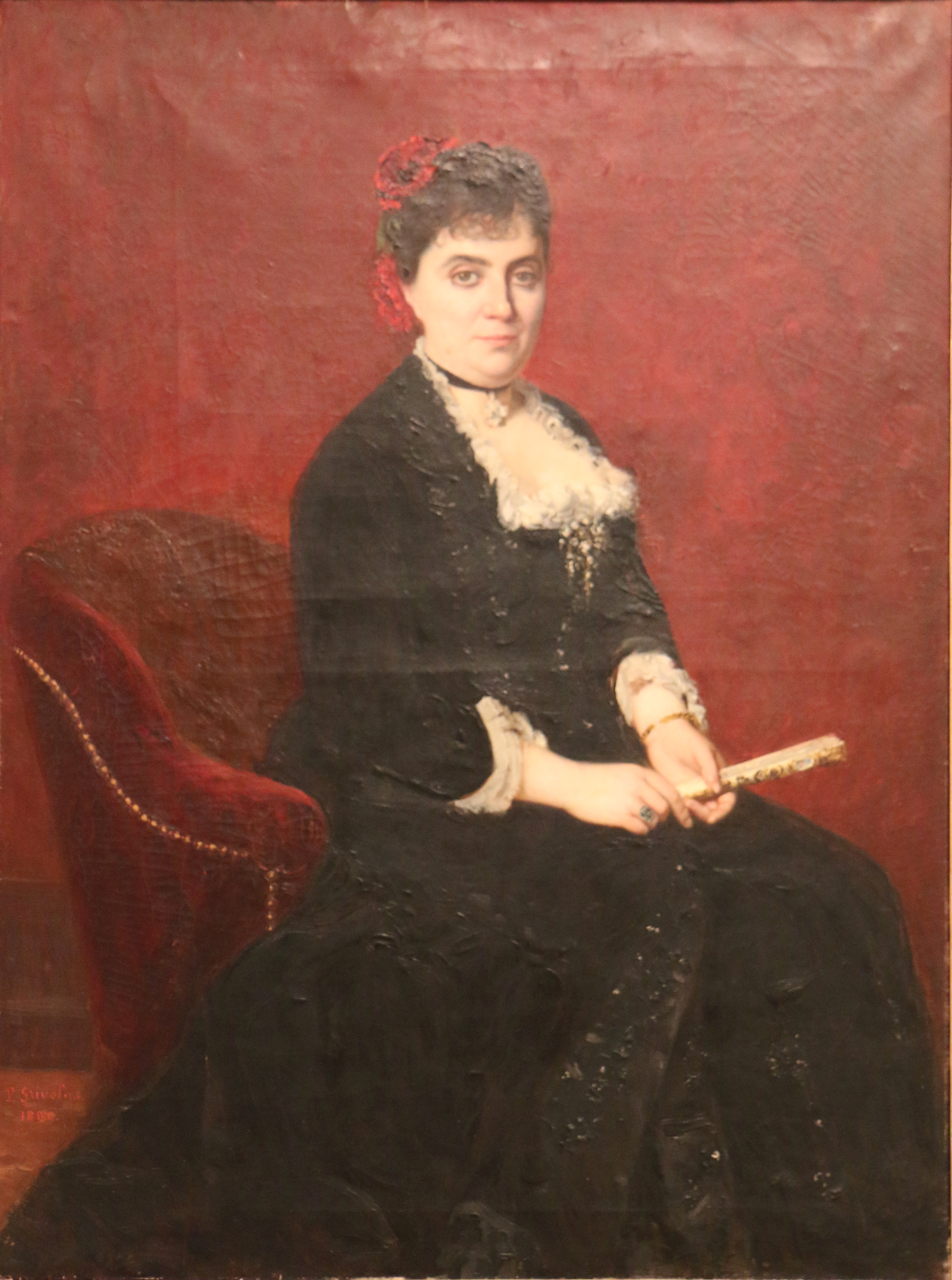
Portrait de Madame Irma de Fontnouvelle (1883), Avignon, musée Louis Vouland.
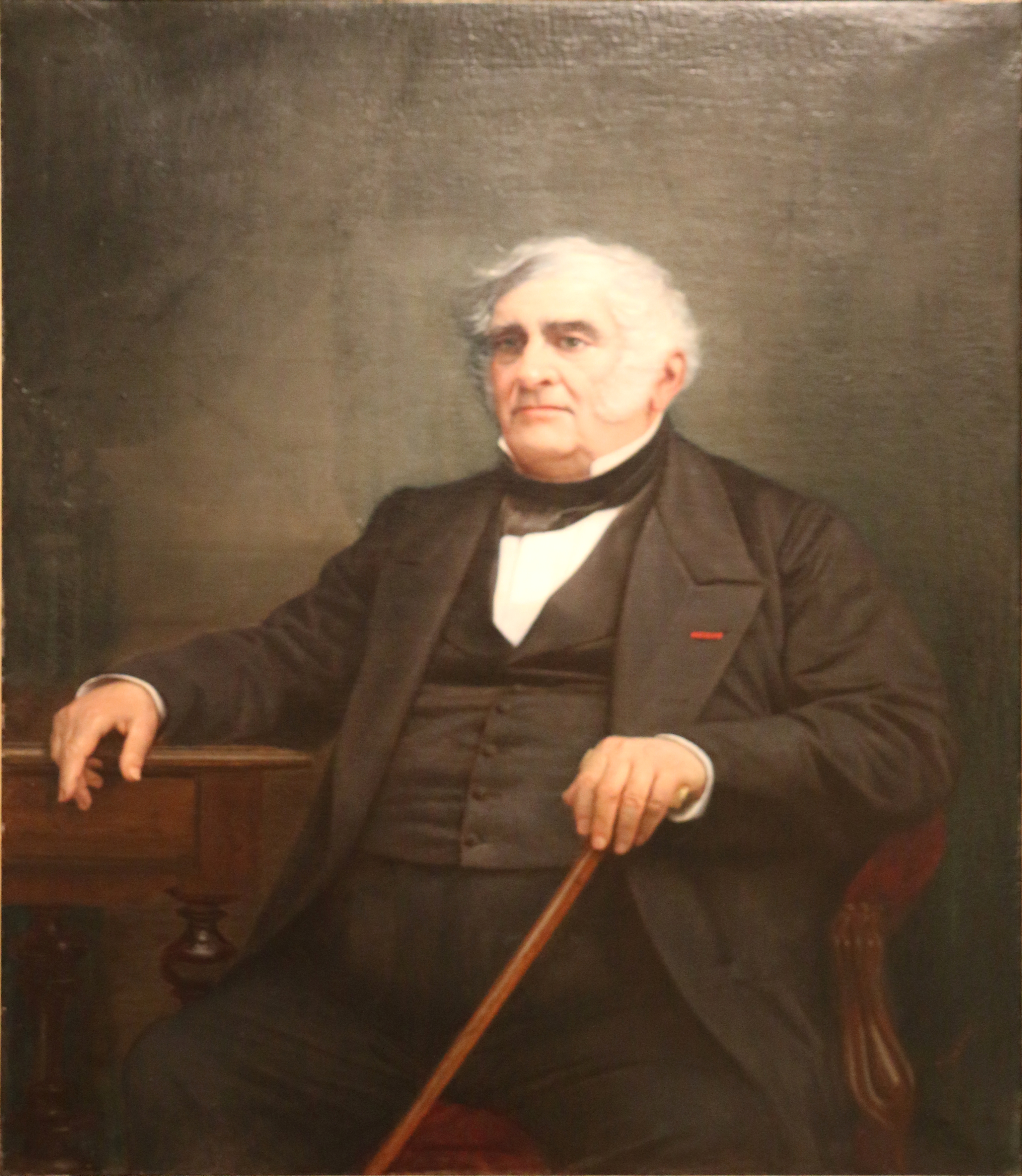
Portrait de Charles Thomas, Avignon, musée Louis Vouland.